# Hollószeg
Hollószeg (Corbești), település Romániában, a Partiumban, Bihar megyében.

## Fekvése
A Király-erdő alatt, a Topa-patak jobb partján, Magyarcsékétől északkeletre, Felsőtopa északi szomszédjában fekvő zsáktelepülés.

## Története
Hollószeg, Korbest nevét 1808-ban említette először oklevél Korbesty néven.
1888-ban Korbest, 1913-ban Hollószeg néven írták. 
Az 1800-as évek elején a báró Wattmann család és Haincz Jakab voltak birtokosai, az 1900-as évek elején pedig van Royen Henrik és Heinrich Géza birtoka volt.
A község határában az 1900-as évek elején még látszottak egy vár rommaradványai. Borovszky az 1900-as évek elején egy itt található barlangot is említett.
1851-ben Fényes Elek írta a településről:
"Bihar vármegyében, erdős hegyekkel keritett szűk völgyben: 583 óhitő lakossal, romladozott templommal, derék új urilakkal, mészbányával. Urbéri szántó 162, rét 168, majorsági erdő 2299 hold. Patakja 4 malmot hajt. Birja Valman József."
1910-ben 726 lakosából 20 magyar, 640 román, 13 ruszin, 53 cigány volt. Ebből 17 római katolikus, 12 görögkatolikus, 683 görögkeleti ortodox volt.
A trianoni békeszerződés előtt Bihar vármegye Magyarcsékei járásához tartozott.

## Nevezetességek
- Görög keleti temploma - a 17. század elején épült.